# Viborg Stadion
Lo stadio Viborg è lo stadio utilizzato per le partite in casa dal Viborg Fodsports Forening.
Lo stadio, che ha una capacità di quasi diecimila persone, è a norma per essere utilizzato nelle partite di coppe europee.

## Football americano
Nel 2015 il Viborg Stadion ha ospitato il XXVII Mermaid Bowl, finale del campionato nazionale danese di primo livello.
| Viborg 10 ottobre 2015, ore 16:00 XXVII Mermaid Bowl | Triangle Razorbacks | 21 – 17 referto | Søllerød Gold Diggers | Viborg Stadion |